# ケム・ソカー
ケム・ソカー（クメール語: កឹម សុខា、1953年6月27日 - ）は、カンボジアの政治家。国民議会議員（3期）。
元老院議員（1期）、人権党党首、カンボジア救国党党首を務めた。

## 経歴
タケオ州出身。
2005年12月、フン・センへの名誉毀損で逮捕、抑留されるが翌2006年1月に釈放された。
2007年、人権党を結成すると同時にカンボジア人権センター代表を辞職する。2008年、国民議会選挙では選挙連合「変革の民主運動」を結成して与党・カンボジア人民党に臨んだ。自らも国政復帰し野党第二党となるも人民党が安定多数を占めた。
2012年7月、野党第一党のサム・ランシー党のサム・ランシー党首とマニラで会談。両党の合流による新党結成で合意した。10月には新党登録が内務省に認められ、新党「カンボジア救国党」を結成し、副党首に就任する。
2017年3月、サム・ランシーの辞任に伴い、カンボジア救国党の党首に就任した。9月3日に国家反逆容疑により逮捕。11月16日にカンボジア救国党は最高裁判所により解散を命じられた。2018年9月10日に保釈された。
2023年3月には、禁固27年が言い渡された。